# Marcela Mollis
Marcela Mollis (Mar del Plata, 25 de febrero de 1958) es una pedagoga e investigadora en Ciencias de la Educación argentina. Es profesora e investigadora en la Universidad de Buenos Aires y miembro del Comité Científico del Foro para la Educación Superior de la UNESCO. Ha sido profesora invitada en universidades de América, Asia, África y Europa. Se desempeñó como Subsecretaria de Postgrado de la Universidad de Buenos Aires. Su campo de investigación se ha enfocado hacia la educación universitaria. Ha escrito varios libros, papers de investigación y artículos periodísticos. 

## Biografía
Marcela Mollis nació en el 25 de febrero de 1958 en la Ciudad de Mar del Plata. Realizó sus estudios universitarios en la Facultad de Filosofía y Letras de la Universidad de Buenos Aires, donde se graduó como licenciada en Ciencias de la Educación, obteniendo luego un máster en Ciencias Sociales y Educación en la Facultad Latinoamericana de Ciencias Sociales (FLACSO) y el doctorado en Historia Comparada de las Universidades en la UBA.
Desde la década de 1980 es profesora regular de Historia General de la Educación y de Educación Comparada en la Facultad de Filosofía y Letras de la Universidad de Buenos Aires, dedicándose también a la investigación. Desde 1995 asumió también la dirección de proyectos de investigación UBACYT desde el Instituto de Ciencias de la Educación de la UBA en el área de Educación Superior Comparada.
Fue designada miembro del Comité Científico Regional para América Latina y el Caribe del Foro para la Educación Superior de la UNESCO, y coordinó el Grupo de Trabajo sobre Universidad y Sociedad del Consejo Latinoamericano de Ciencias Sociales (CLACSO).
Marcela Mollis cuestiona el fenómeno de medievalización de las universidades latinoamericanas-periféricas, caracterizadas por "un como sí pedagógico", que mantiene las formas de enseñanza universitaria medieval, aunque sin su sentido de comunidad pedagógica, reemplazada por un "ultra-individualismo profesoral", "en tránsito del académico al consultor internacional. Sostiene que el modelo educativo neoliberal remodeló la misión de las universidades, volviéndolas instituciones terciaras para el entrenamiento profesional, y que las universidades latinoamericanas en el siglo XXI están construyendo nuevas "identidades", a partir del objetivo de generar conocimiento para transformar, hacer ciencia y socializar a favor de una identidad ciudadana crítica y democrática.

## Obras
- Universidades y Estado nacional. Argentina y Japón, 1885-1930 (1990)
- La universidad argentina en tránsito (2001)
- Las universidades en América Latina: ¿reformadas o alteradas?: la cosmética del poder financiero (2003) [Coordinadora]
- La formación universitaria para el sistema educativo y el sector productivo (2006)
- Memorias de la Universidad. Otras perspectivas para una nueva ley de educación superior (compiladora) (2009)